# Крест-накрест (фильм, 1949)
«Крест-накрест» (англ. Criss Cross) — фильм нуар Роберта Сиодмака, вышедший на экраны в 1949 году. В основу фильма положен одноимённый роман Дона Трейси, сценарий написал Дэниел Фукс. В 1950 году за работу над этим фильмом Трейси и Фукс были удостоены номинации на Премию Эдгара Алана По.
Фильм стал достойным продолжением сотрудничества между режиссёром Сиодмаком и актёром Ланкастером, начатым очень удачным нуаром «Убийцы» (1946). Фильм имеет определённое сюжетное сходство с картиной «Убийцы», в частности, старым другом героя является детектив, пытающийся наставить его на путь истинный, а одним из центральных моментов фильма является ограбление, в которое героя вовлекает роковая женщина. Третьей и последней совместной работой Сиодмака и Ланкастера стала приключенческая лента «Багровый пират» (1952).
Среди множества нуаров, поставленных Сиодмаком, наиболее заметными стали также «Подозреваемый» (1944), «Леди-призрак» (1944), «Винтовая лестница» (1945), «Тёмное зеркало» (1946) и «Плач большого города» (1948). Помимо совместных работ с Сиодмаком Ланкастер сыграл в таких заметных нуарах, как «Грубая сила» (1947), «Извините, ошиблись номером» (1948) и «Сладкий запах успеха» (1957).
Римейк этого фильма под названием «Там, внутри» (1995) с Питером Галлахером в главной роли поставил известный американский режиссёр Стивен Содерберг. Римейк довольно точно следует сюжету оригинала.

## Сюжет
На автопарковке бара в Лос-Анджелесе страстно влюблённый идеалист Стив Томпсон (Берт Ланкастер) тайно встречается со своей бывшей женой, а ныне любовницей Анной Данди (Ивонн Де Карло), уговаривая её скрыться в прибрежном домике, а затем вместе с ним бежать из города. Затем в баре Стив дерётся с мужем Анны, гангстером Слимом Данди (Дэн Дьюриа), который устраивает прощальную вечеринку перед отъездом в Детройт. Старый друг Стива, лейтенант полиции Пит Рамирес (Стивен МакНэлли) разнимает их. Однако Стив отказывается выдвинуть против Слима обвинения в нападении и применении ножа, что грозит тому тюремным заключением, и, расстроенный таким решением Стива, Пит уходит. Пит не знает, что драка была подстроена, чтобы ввести его в заблуждение относительно планов Стива и Слима. На самом деле они готовят ограбление инкассаторской машины, которой будет управлять Стив, работающий водителем инкассаторского броневика. На следующее утро Стив вместе со своим партнёром и другом Попом (Грифф Барнетт) выезжает на плановый развоз зарплаты. По дороге Стив вспоминает о событиях, которые привели его к участию в ограблении…
За восемь месяцев до этих событий Стив вернулся домой в Лос-Анджелес после двухлетних скитаний по стране. Когда-то, перед тем как покинуть родные места, Стив был женат на Анне и продолжал любить её все это время. Однако их отношения омрачали частые ссоры и скандалы, которые были проявлением избыточной страсти. Кроме того, для Анны деньги и комфорт значили слишком много, и в своё время это привело к их разводу. Стив начинает искать Анну в местных кафе и барах, и, наконец, находит её в одном из джаз-клубов. Она выговаривает ему за то, что он уехал и не вернулся к ней раньше. Они вспоминают былую жизнь, но в этот момент появляется Слим, который ухаживает за Анной. После этого Стив быстро уходит. Однако страсть между Анной и Стивом воспламеняется вновь, и они начинают встречаться. Возобновление романа расстраивает как мать Стива, так и Пита, которые не доверяют алчной Анне, которая, как они считают, просто хочет использовать Стива в своих целях. Пита это волнует ещё и потому, что он знает, что Слим также имеет серьезные виды на Анну. Однажды ожидая Анну в баре, Стив узнает, что Анна уехала в Юму для регистрации брака со Слимом. Стив расстроен и удручён, но продолжает постоянно думать об Анне. Через несколько месяцев Стив случайно видит её на вокзале в компании Слима, который уезжает в Лас-Вегас. Они обмениваются несколькими фразами у вокзала, и страсть между ними разгорается с новой силой. Анна тайно встречается со Стивом. Она говорит, что вышла замуж за Слима только потому, что Стив всё время с ней ссорился, мать Стива ненавидела её, а Пит угрожал посадить её в тюрьму, если она продолжит встречаться со Стивом. Слим же после отъезда Стива всё время ухаживал за ней и обещал дать ей всё, что она пожелает. Но всё пошло не так. Анна жалуется на свою несчастную жизнь со Слимом и показывает Стиву синяки на спине, полученные в результате побоев Слима. Она говорит, что Слим опасен и способен на убийство. Позднее выпивший Стив в баре встречает Пита, который признает, что угрожал Анне и требовал, чтобы она убиралась из города. Пит предупреждает друга, что отношения с Анной не доведут его до добра, и что из-за неё Слим может и убить. Однако несмотря ни на что, упрямый Стив продолжает встречаться с Анной. Однажды Анна приходит к Стиву домой и говорит, что Слим вернулся из Лас-Вегаса и узнал об их романе, и она просит Стива что-нибудь предпринять. Она говорит, что Слим опасен и может убить его. Стив предлагает вместе бежать, но она отвечает, что у них нет для этого средств. В этот момент появляется Слим со своими бандитами. Быстро сообразив, Стив говорит Слиму, что вызвал Анну к себе, чтобы предложить план ограбления инкассаторского грузовика, поскольку Слим является его единственным знакомым гангстером, способным на такое дело. Слим относится к этому предложению очень серьезно, он собирает своих ребят, приглашает экспертов и тщательно планирует каждую деталь ограбления. План предусматривает создание Слиму ложного алиби, что якобы в день ограбления он уехал в Детройт, а за день до того устроил прощальную вечеринку в местном баре. Бандиты договариваются, что после ограбления оставят похищенные деньги на хранение у Анны. В тайне от всех Стив и Анна договариваются, что она скроется с деньгами в тайном прибрежном домике и будет ждать его там.
Действие вновь переносится в настоящее время. Стив останавливает грузовик в условленном месте, Стив и Поп достают из машины мешки с деньгами и несут их к зданию фабрики. В этот момент раздаётся взрыв, и территорию вокруг покрывает облако ядовитого газа. Бандиты надевают противогазы, и забрасывают инкассаторов газовыми гранатами. Затем они выхватывают у теряющих сознание Стива и Попа мешки с деньгами и пытаются бежать. Однако Поп успевает выстрелить в одного из грабителей, после чего Слим ответным огнём убивает его. Разъяренный тем, что Слим нарушил обещание не трогать Попа, Стив убивает одного из бросившихся на него бандитов, вступает в драку со Слимом, ранит его в ногу, затем убивает ещё одного бандита и пытается укрыться с частью денег в броневике, но получает ранение в руку и теряет сознание. В этот момент подъезжает вооружённая охрана, а оставшимся в живых бандитам удаётся бежать с четвертью миллиона долларов…
Стив приходит в себя только в больнице. Хотя семья и общественность считают Стива героем, Пит уверен, что Стив был с бандитами заодно, что Слим и Анна использовали его, так как без своего человека в инкассаторской машине Слим никогда не пошёл бы на такое дело. Пит говорит, что если Анна со Слимом обманули Стива и скрылись с похищенными деньгами, то Стиву повезло. Он выйдет из больницы, получит пенсию по инвалидности и будет героем. Но если Анна верна Стиву и решила обмануть Слима, то тогда дела Стива плохи. Слим доберётся до Стива прямо в больнице и убьёт его. Но Пит не сомневается в том, что Анна со Слимом всё спланировали заранее и просто использовали Стива. В соответствии с договорённостью с Анной, Стив должен встретиться с ней в тайном убежище в прибрежном домике, где она его ожидает с деньгами. Боясь ночного нападения людей Слима, Стив просит некого Нельсона, который, как он полагает, навещает в больнице свою жену, посидеть в его палате и последить за дверью. Однако утром Нельсон неожиданно сообщает, что он работает на Слима. Он хватает Стива и везёт на встречу со Слимом. По дороге Стив подкупает Нельсона, обещая ему 10 тысяч долларов, и они поворачивают к Анне. Стив расплачивается с Нельсоном, и тот уходит. Увидев Стива, Анна в ужасе начинает собираться, говоря, что Стив не в том состоянии, чтобы бежать вместе с ней. Она берёт чемодан с деньгами и идёт к двери, однако там неожиданно появляется хромающий Слим. Он предвидел возможность того, что Стив подкупит Нельсона, и проследил за ним. Слим убивает Анну и Стива, и в этот момент слышится шум приближающихся полицейских машин.

## В ролях
- Берт Ланкастер — Стив Томпсон
- Ивонн Де Карло — Анна Данди
- Дэн Дьюриа — Слим Данди
- Стивен МакНэлли — детектив, лейтенант Пит Рамирес
- Алан Напье — Финчли
- Роберт Остерлох — мистер Нельсон
- Перси Хелтон — Фрэнк
- Ричард Лонг — Слейд Томпсон
- Джон Дусетт — Уолт
- Мег Рэндалл — Хелен
- Беатрис Робертс — медсестра (в титрах не указана)
- Тони Кертис — танцор (дебют)

## Оценка критики
Сразу после выхода фильма на экраны, газета «Нью-Йорк таймс» дала ему неоднозначный отзыв, написав: «Жёсткая, в меру увлекательная мелодрама о гангстерах и даме по имени Анна, которая „попадает в кровь“ парня по имени Стив, порождая для него проблему, не имеющую конца… Во многих смыслах „Крест-накрест“ — это картина с напряжённым экшном благодаря изобретательной постановке Роберта Сиодмака. Но порой она становится утомительной и скучной по причине чрезмерного следования мистером Сиодмаком сценарию, который многословен, избыточен и вторичен. Тем не менее авторов следует похвалить за то, что они внесли в старую формулу треугольника с гангстером парочку свежих, если не сказать, революционных поворотов».
Кинокритик Деннис Шварц не так давно написал: «Роберт Сиодмак… поставил этот нелицеприятный фильм нуар о навязчивой любви и предательстве. Это фильм нуар 1940-х годов, и самое большое его влияние проявляется в области стиля, лучшими чертами которого стали красивая тёмная операторская работа Фрэнка Плейнера, плотный сценарий Даниэла Фукса, и напряженный ход повествования Сиодмака… Сиодмак удерживает саспенс в возбужденном состоянии, образы героев хорошо прописаны. „Крест-накрест“ — один из величайших примеров фильмов нуар 1940-х годов во всей своей трагедийности. Обязательный фильм для всех поклонников жанра».
Кинокритик «Чикаго ридер» Дейв Керр был восхищён фильмом, написав: «Роберт Сиодмак был одним из самых влиятельных мастеров стиля 1940-х годов, такими фильмами, как „Леди-призрак“ и „Убийцы“, он помог сформировать характерный облик американского фильма нуар. Но большинство его фильмов заслуживают внимания, прежде всего, благодаря своим визуальным качествам — „Крест-накрест“ является одним из немногих исключений, это классическая нуаровая история, изобилующая тройными и четверными обманами, приводящими к одному из самых шокирующе тяжёлых финалов этого жанра».